# Davit Volk'ovi
Davit Volk'ovi (in georgiano დავით ვოლკოვი?; Tbilisi, 3 giugno 1995) è un calciatore georgiano, attaccante dello Zirə e della nazionale georgiana.

## Carriera

### Club
Ha giocato nella massima serie dei campionati georgiano ed azero.

### Nazionale
Nel 2021 ha esordito in nazionale maggiore.

## Statistiche

### Presenze e reti nei club
Statistiche aggiornate al 15 novembre 2021.
| Stagione                 | Squadra                  | Campionato               | Campionato | Campionato | Coppe nazionali | Coppe nazionali | Coppe nazionali | Coppe continentali | Coppe continentali | Coppe continentali | Altre coppe | Altre coppe | Altre coppe | Totale | Totale |
| Stagione                 | Squadra                  | Comp                     | Pres       | Reti       | Comp            | Pres            | Reti            | Comp               | Pres               | Reti               | Comp        | Pres        | Reti        | Pres   | Reti   |
| ------------------------ | ------------------------ | ------------------------ | ---------- | ---------- | --------------- | --------------- | --------------- | ------------------ | ------------------ | ------------------ | ----------- | ----------- | ----------- | ------ | ------ |
| 2012-2013                | Gagra                    | PL                       | 23         | 10         | CG              | 4               | 1               |                    | -                  | -                  |             | -           | -           | 27     | 11     |
| 2013-2014                | Dinamo Tbilisi           | UL                       | 0          | 0          |                 | -               | -               |                    | -                  | -                  |             | -           | -           | 0      | 0      |
| 2014-2015                | Dinamo Tbilisi           | UL                       | 1          | 0          | CG              | 2               | 2               |                    | -                  | -                  |             | -           | -           | 3      | 2      |
| 2015-gen. 2016           | Dinamo Tbilisi           | UL                       | 3          | 0          | CG              | 1               | 0               |                    | -                  | -                  |             | -           | -           | 4      | 0      |
| Totale Dinamo Tbilisi    | Totale Dinamo Tbilisi    | Totale Dinamo Tbilisi    | 4          | 0          |                 | 3               | 2               |                    | -                  | -                  |             | -           | -           | 7      | 2      |
| 2013-2014                | Dinamo-2 Tbilisi         | PL                       | 10         | 1          |                 | -               | -               |                    | -                  | -                  |             | -           | -           | 10     | 1      |
| 2014-2015                | Dinamo-2 Tbilisi         | PL                       | 13         | 6          |                 | -               | -               |                    | -                  | -                  |             | -           | -           | 13     | 6      |
| Totale Dinamo-2 Tbilisi  | Totale Dinamo-2 Tbilisi  | Totale Dinamo-2 Tbilisi  | 23         | 7          |                 | -               | -               |                    | -                  | -                  |             | -           | -           | 23     | 7      |
| gen.-giu. 2016           | Chik. Sachkhere          | UL                       | 8          | 4          |                 | -               | -               |                    | -                  | -                  |             | -           | -           | 8      | 4      |
| ago.-dic. 2016           | Sioni Bolnisi            | UL                       | 14         | 6          | CG              | 1               | 0               |                    | -                  | -                  |             | -           | -           | 15     | 6      |
| feb.-giu. 2017           | Zemun                    | 1L                       | 1          | 1          |                 | -               | -               |                    | -                  | -                  |             | -           | -           | 1      | 1      |
| 2017                     | Saburtalo Tbilisi        | EL                       | 17         | 10         |                 | -               | -               |                    | -                  | -                  |             | -           | -           | 17     | 10     |
| 2018                     | Saburtalo Tbilisi        | EL                       | 28         | 8          |                 | -               | -               |                    | -                  | -                  |             | -           | -           | 28     | 8      |
| Totale Saburtalo Tbilisi | Totale Saburtalo Tbilisi | Totale Saburtalo Tbilisi | 45         | 18         |                 | -               | -               |                    | -                  | -                  |             | -           | -           | 45     | 18     |
| gen.-giu. 2019           | Qəbələ                   | PL                       | 13         | 2          | CA              | 3               | 1               |                    | -                  | -                  |             | -           | -           | 16     | 3      |
| 2019-gen. 2020           | Qəbələ                   | PL                       | 14         | 5          | CA              | 2               | 2               | UEL                | 2                  | 0                  |             | -           | -           | 18     | 7      |
| Totale Qəbələ            | Totale Qəbələ            | Totale Qəbələ            | 27         | 7          |                 | 5               | 3               |                    | 2                  | 0                  |             | -           | -           | 34     | 10     |
| gen.-giu. 2020           | Zirə                     | PL                       | 6          | 1          |                 | -               | -               |                    | -                  | -                  |             | -           | -           | 6      | 1      |
| 2020-2021                | Zirə                     | PL                       | 24         | 8          | CA              | 5               | 2               |                    | -                  | -                  |             | -           | -           | 29     | 10     |
| 2021-2022                | Zirə                     | PL                       | 10         | 8          |                 | -               | -               |                    | -                  | -                  |             | -           | -           | 10     | 8      |
| Totale Zirə              | Totale Zirə              | Totale Zirə              | 40         | 17         |                 | 5               | 2               |                    | -                  | -                  |             | -           | -           | 45     | 19     |
| Totale carriera          | Totale carriera          | Totale carriera          | 185        | 70         |                 | 18              | 8               |                    | 2                  | 0                  |             | -           | -           | 195    | 78     |

### Cronologia presenze e reti in nazionale
| Cronologia completa delle presenze e delle reti in nazionale ― Georgia | Cronologia completa delle presenze e delle reti in nazionale ― Georgia | Cronologia completa delle presenze e delle reti in nazionale ― Georgia | Cronologia completa delle presenze e delle reti in nazionale ― Georgia | Cronologia completa delle presenze e delle reti in nazionale ― Georgia | Cronologia completa delle presenze e delle reti in nazionale ― Georgia | Cronologia completa delle presenze e delle reti in nazionale ― Georgia | Cronologia completa delle presenze e delle reti in nazionale ― Georgia |
| Data                                                                   | Città                                                                  | In casa                                                                | Risultato                                                              | Ospiti                                                                 | Competizione                                                           | Reti                                                                   | Note                                                                   |
| ---------------------------------------------------------------------- | ---------------------------------------------------------------------- | ---------------------------------------------------------------------- | ---------------------------------------------------------------------- | ---------------------------------------------------------------------- | ---------------------------------------------------------------------- | ---------------------------------------------------------------------- | ---------------------------------------------------------------------- |
| 11-11-2021                                                             | Batumi                                                                 | Georgia                                                                | 2 – 0                                                                  | Svezia                                                                 | Qual. Mondiali 2022                                                    | -                                                                      | 70’                                                                    |
| 15-11-2021                                                             | Gori                                                                   | Georgia                                                                | 1 – 0                                                                  | Uzbekistan                                                             | Amichevole                                                             | 1                                                                      | 71’                                                                    |
| 29-3-2022                                                              | Tirana                                                                 | Albania                                                                | 0 – 0                                                                  | Georgia                                                                | Amichevole                                                             | -                                                                      | 66’                                                                    |
| 17-11-2022                                                             | Sharja                                                                 | Marocco                                                                | 3 – 0                                                                  | Georgia                                                                | Amichevole                                                             | -                                                                      | 62’                                                                    |
| 25-3-2023                                                              | Batumi                                                                 | Georgia                                                                | 6 – 1                                                                  | Mongolia                                                               | Amichevole                                                             | 1                                                                      | 71’                                                                    |
| 5-6-2025                                                               | Tbilisi                                                                | Georgia                                                                | 1 – 0                                                                  | Fær Øer                                                                | Amichevole                                                             | -                                                                      | 64’                                                                    |
| 8-6-2025                                                               | Kutaisi                                                                | Georgia                                                                | 1 – 1                                                                  | Capo Verde                                                             | Amichevole                                                             | -                                                                      | 54’                                                                    |
| Totale                                                                 |                                                                        | Presenze                                                               | 7                                                                      |                                                                        | Reti                                                                   | 2                                                                      |                                                                        |

## Palmarès

### Club

#### Competizioni nazionali
- Coppa di Georgia: 1

Dinamo Tbilisi: 2014-2015
- Supercoppa di Georgia: 1

Dinamo Tbilisi: 2015
- Campionato georgiano: 1

Saburtalo Tbilisi: 2018
- Coppa d'Azerbaigian: 1

Qəbələ: 2018-2019